# Michael Powell
Michael Latham Powell (30 de septiembre de 1905-19 de febrero de 1990) fue un renombrado director de cine británico, recordado por su asociación con Emeric Pressburger, con quien produjo una serie de clásicos del cine inglés bajo el sello The Archers.

## Biografía

### Primeros años
Powell era el segundo hijo de Thomas William Powell, un cultivador de lúpulo, y Mabel, hija de Frederick Corbett, de Worcester. Powell nació en Bekesbourne, Kent, y se educó en la King's School de Canterbury y el Dulwich College. Comenzó a trabajar en el Banco Provincial Nacional en 1922, pero pronto se dio cuenta de que no tenía madera para ser empleado de banca.

### Carrera fílmica
Powell entró en la industria fílmica en 1925 trabajando con el director Rex Ingram en los estudios Victorine a Niza, Francia (el contacto con Ingram se hizo a través del padre de Powell, que tenía un hotel en Niza). Empezó como "recadero" pero pronto ascendió a otros trabajos como fotografía fija, redacción de subtítulos (para películas mudas) y muchas otras tareas, incluidos algunos papeles de actor, normalmente personajes cómicos. Powell debutó en el cine como "turista inglés cómico" en el Mare Nostrum (1926).
Nuevamente en Inglaterra en 1928, Powell trabajó para cineastas en tareas diversas, incluyendo como fotógrafo para el film mudo Champagne (1928), de Alfred Hitchcock. También tuvo una tarea similar en la primera película sonora de Hitchcock, Blackmail (1929). En su autobiografía, Powell afirma que propuso el final en el Museo Británico, considerado uno de los primeros clímax "monumentales" de los filmes de Hitchcock. Powell y Hitchcock siguieron siendo amigos durante el resto de la vida.
Después de escribir los guiones de dos producciones, Powell se asoció con el productor estadounidense Jerry Jackson en 1931; empezó a dirigir películas de una hora de duración con el fin de satisfacer un requisito legal consistente en llevar a las pantallas una cierta cuota de filmes ingleses. Durante este periodo desarrolló sus habilidades como director, haciendo a veces hasta siete películas al año.
Aunque había tomado algunas responsabilidades directivas en otros filmes, Powell tuvo su primer crédito como director en Two Crowded Hours (1931). Este thriller fue considerado un éxito modesto de taquilla a pesar de su limitado presupuesto. Del 1931 al 1936, Powell dirigió 23 filmes, incluidos los mal recibidos  Red Ensign (1934) y The Phantom Light (1935).
En 1939, Powell fue contratado como director para Alexander Korda en el apogeo de  The Edge of the World  (1937). Korda lo puso a trabajar en proyectos como Burmese Silver, que fueron posteriormente cancelados. Sin embargo, Powell fue contratado para salvar un filme que se estaba haciendo como vehículo para dos de los actores estrella de Korda, Conrad Veidt y Valerie Hobson. La película era El espía negro, donde Powell conoció a Emeric Pressburger.

### Encuentro con Emeric Pressburger

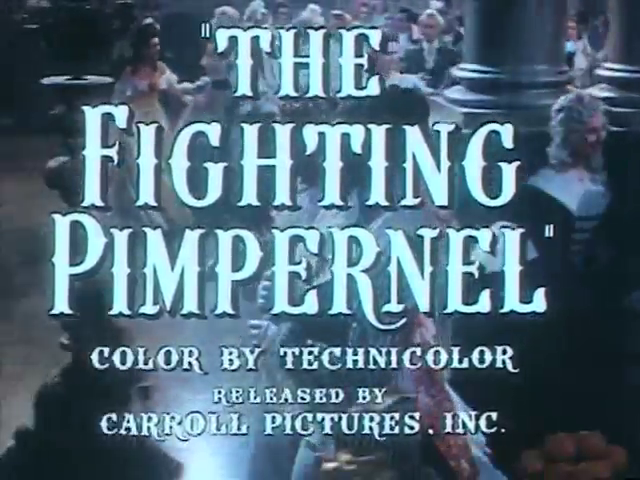
Créditos iniciales de la película El libertador escritoa y dirigida por Powell y Pressbrger

El guion original de El espía negro seguía el libro bastante fiel pero era demasiado verbal y no tenía un buen papel ni para Veidt ni para Hobson. Korda convocó un encuentro donde presentó Emeric Pressburger a Powell. 
Ambos reconocieron pronto que, a pesar de ser totalmente opuestos en orígenes y personalidades, tenían el mismo punto de vista en cuanto al cine, y que podrían trabajar muy bien juntos. Después de hacer dos filmes juntos, Espías en el mar (1940) y Los invasores, acreditados a Powell como director y Pressburger como guionista, la pareja decidió asociarse y firmar sus películas conjuntamente como "escrita, producida y dirigida por Michael Powell y Emeric Pressburger."

### The Archers
Trabajando juntos como coproductores, guionistas y directores en una asociación que denominaron "The Archers", hicieron 19 películas, muchas de las cuales fueron éxitos comerciales y de crítica. Sus mejores filmes todavía son considerados clásicos del cine británico del siglo XX. La lista de los 100 "filmes británicos favoritos del siglo XX" del BFI contiene cinco de los filmes de Powell, cuatro de ellos hechos con Pressburger.

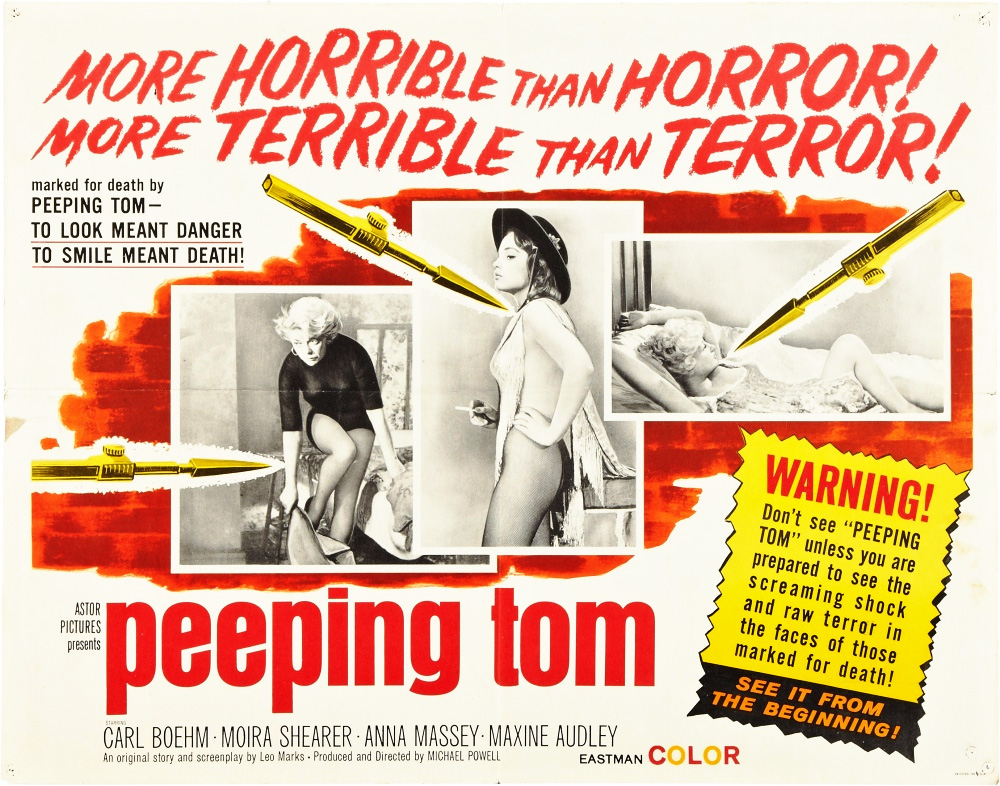
Cartel promocional estadounidense de la película Peeping Tom dirigida por Powell en 1960

Aunque sus admiradores dicen que Powell debería figurar entre directores británicos como Alfred Hitchcock y David Lean, su carrera sufrió un grave perjuicio tras el estreno del controvertido "thriller" El fotógrafo del pánico (Peeping Tom), que hizo en solitario en 1960. El film fue execrado por los críticos ingleses, que se ofendan por sus imágenes violentas y sexuales. Powell fue condenado al ostracismo por la industria fílmica y lo tuvo muy difícil para trabajar a partir de entonces. Sin embargo, su reputación fue restaurada con los años, y cuando murió él y Pressburger fueron reconocidos como una de las más destacadas asociaciones fílmicas de todos los tiempos, y citados como influencia principal para muchos cineastas, como Martin Scorsese  y Francis Ford Coppola.

## Vida personal
En 1927 Powell se casó con Gloria Mary Rouger, una bailarina americana. Se casaron en Francia y estuvieron juntos sólo tres semanas. Durante los años 40, Powell tuvo relaciones amorosas con las actrices Deborah Kerr y Kathleen Byron. Desde el 1 de julio de 1943 hasta la muerte de ella en 1983, Powell se casó con Frances "Frankie" May Reidy, la hija del practicante médico Jerome Reidy; tuvieron dos hijos: Kevin Michael Powell (1945) y Columba Jerome Reidy Powell (1951). También vivió con la actriz Pamela Brown durante muchos años, hasta su muerte de cáncer en 1975.
Posteriormente, Powell estuvo casado con la editora Thelma Schoonmaker desde el 19 de mayo de 1984 hasta su propia muerte de cáncer, en su casa de Avening, Gloucestershire.

## Filmografía

### Primeros trabajos
Algunos de los primeros trabajos de Powell exhiben ya las sofisticadas técnicas y recursos que luego utilizaría en sus posteriores obras.
| Título en español        | Título en original       | Año  |
| ------------------------ | ------------------------ | ---- |
| Riviera Revels           | Riviera Revels           | 1928 |
| Castle (no acreditado)   | Castle (no acreditado)   | 1930 |
| Rynox                    | Rynox                    | 1931 |
| Two Crowded Hours        | Two Crowded Hours        | 1931 |
| Hotel Splendide          | Hotel Splendide          | 1932 |
| C.O.D.*                  | C.O.D.*                  | 1932 |
| The Star Reporter*       | The Star Reporter*       | 1932 |
| The Rasp*                | The Rasp*                | 1932 |
| My Friend the King*      | My Friend the King*      | 1932 |
| His Lordship             | His Lordship             | 1932 |
| Born Lucky*              | Born Lucky*              | 1933 |
| Red Ensign               | Red Ensign               | 1934 |
| Something Always Happens | Something Always Happens | 1934 |
| Los incendiarios         | The Fire Raisers         | 1934 |
| The Night of the Party   | The Night of the Party   | 1935 |
| Some Day*                | Some Day*                | 1935 |
| The Girl in the Crowd*   | The Girl in the Crowd*   | 1935 |
| The Price of a Song*     | The Price of a Song*     | 1935 |
| The Phantom Light        | The Phantom Light        | 1935 |
| Her Last Affaire         | Her Last Affaire         | 1935 |
| The Love Test            | The Love Test            | 1935 |
| Lazybones                | Lazybones                | 1935 |
| The Brown Wallet*        | The Brown Wallet*        | 1936 |
| The Man Behind the Mask  | The Man Behind the Mask  | 1936 |
| Crown v. Stevens         | Crown v. Stevens         | 1936 |
| Her Last Affaire         | Her Last Affaire         | 1936 |
| The Edge of the World    | The Edge of the World    | 1937 |
| El león tiene alas       | The Lion Has Wings       | 1939 |
| El espía negro           | The Spy in Black         | 1939 |
| El ladrón de Bagdad      | The Thief of Bagdad      | 1940 |

- Los títulos se consideran desaparecidos.

### Películas con Emeric Pressburger
| Título en español                 | Título en original                  | Año  |
| --------------------------------- | ----------------------------------- | ---- |
| Contrabando**                     | Contraband                          | 1940 |
| Los invasores**                   | 49th Parallel                       | 1941 |
| One of Our Aircraft Is Missing    | One of Our Aircraft Is Missing      | 1942 |
| Vida y muerte del Coronel Blimp   | The Life and Death of Colonel Blimp | 1943 |
| Un cuento de Canterbury           | A Canterbury Tale                   | 1944 |
| The Volunteer                     | The Volunteer                       | 1944 |
| Sé a dónde voy                    | I Know Where I'm Going!             | 1945 |
| A vida o muerte                   | A Matter of Life and Death          | 1946 |
| Narciso negro                     | Black Narcissus                     | 1947 |
| Las zapatillas rojas              | The Red Shoes                       | 1948 |
| Su peor enemigo                   | The Small Back Room                 | 1949 |
| El libertador                     | The Elusive Pimpernel               | 1950 |
| Los cuentos de Hoffmann           | The Tales of Hoffmann               | 1951 |
| Corazón salvaje                   | The Wild Heart                      | 1952 |
| Oh, Rosalinda!                    | Oh... Rosalinda!!                   | 1955 |
| The Sorcerer's Apprentice (corto) | The Sorcerer's Apprentice (corto)   | 1955 |
| La batalla del Río de la Plata    | The Battle of the River Plate       | 1956 |
| Emboscada nocturna                | Ill Met by Moonlight                | 1957 |

- En los créditos figuran Powell como director y Pressburger como guionista.

### Última época
| Título en español               | Título en original              | Año  |
| ------------------------------- | ------------------------------- | ---- |
| Luna de miel                    | Honeymoon                       | 1959 |
| El fotógrafo del pánico         | Peeping Tom                     | 1960 |
| The Queen's Guards              | The Queen's Guards              | 1961 |
| Bluebeard's Castle (documental) | Bluebeard's Castle (documental) | 1963 |
| ¡Qué gente más rara!            | They're a Weird Mob             | 1966 |
| Corazones en fuga               | Age of Consent                  | 1969 |
| The Boy Who Turned Yellow       | The Boy Who Turned Yellow       | 1972 |
| Return to the Edge of the World | Return to the Edge of the World | 1978 |

Powell también dirigió episodios para las siguientes series de TV: The Defenders, Espionage y The Nurses.

## Otros trabajos
Powell también estuvo involucrado en la producción de las siguientes películas:
- The Silver Fleet (1943) - Productor
- The End of the River (1947) - Productor
- Sebastian (1968) - Productor
- Anna Pavlova (1983) - Productor asociado

## Premios y distinciones
Premios Óscar
| Año  | Categoría            | Película         | Resultado |
| ---- | -------------------- | ---------------- | --------- |
| 1943 | Mejor guion original | Perdido un avión | Nominado  |

Festival Internacional de Cine de Cannes
| Año  | Categoría       | Película               | Resultado |
| ---- | --------------- | ---------------------- | --------- |
| 1951 | Premio especial | Los cuentos de Hoffman | Ganador   |

Festival Internacional de Cine de Venecia
| Año  | Categoría                     | Resultado |
| ---- | ----------------------------- | --------- |
| 1982 | León de Oro a toda su carrera | Ganador   |

Festival Internacional de Cine de Berlín
| Año  | Categoría                                | Película               | Resultado |
| ---- | ---------------------------------------- | ---------------------- | --------- |
| 1951 | Oso de Plata a la mejor película musical | Los cuentos de Hoffman | Ganador   |